# Diego Gaúcho
Diego Gaucho (n. 15 noiembrie 1981, Porto Alegre, Rio Grande do Sul, Brazilia) este un fotbalist brazilian. A fost legitimat la clubul român din Liga I, FC Brașov. Joacă pe postul de fundaș iar înainte de a sosi în România a mai jucat pentru cluburile portugheze Gil Vicente F.C. și U.D. Leiria.